# Polifenol

Un polifenol de origine vegetală, acidul tanic, este format în urma esterificării a 10 echivalenți de acid galic pentru un echivalent de glucoză.

Polifenolii sunt o clasă de compuși organici foarte răspândiți în natură, caracterizați în principal prin prezența mai multor grupe hidroxilice de tip fenolic. Polifenolii sunt foarte abundenți în plante și cuprind clase structurale diverse. Cele mai importante clase de polifenoli sunt acizii fenolici, flavonoidele și lignanii.

## Activitate
Polifenolii sunt clasificați ca și antioxidanți a căror principală acțiune este prevenirea formării de radicali liberi, luptând împotriva îmbătrânirii pielii. Pot fi descoperiți în unele fructe și legume și se găsesc sub formă de antocian (în fructele roșii), faovide (în citrice), quercetina (în frunzele de ceai, ciocolată, ceapă, alge și mere).
Polifenolii au diferite avantaje care le permit să fie utilizate în estetică:
- previn apariția ridurilor și pierderea elasticității pielii;
- dau fermitate pielii și stimulează regenerarea celulelor și a țesuturilor;
- îmbunătățesc hidratarea epidermei și cresc densitatea dermei;
- stimulează sintetizarea colagenului și a elastinei de la nivelul pielii;
- luptă împotriva radicalilor liberi.

Până de curând, datorită fragilității lor, polifenolii nu au fost folosiți în industria cosmetică deoarece aceștia se oxidează foarte repede în contact cu aerul. Dacă nu sunt stabilizați, polifenolii iși pierd foarte repede proprietățile antioxidante. Organizații din Franța (INRA, INSERM, IRFAQ) au avut nevoie de 15 ani de cercetare până au reușit să stabilizeze polifenolii din măr. HOLDIS a reușit să folosească acești polifenoli încorporându-i în produse cosmetice și nutritive cum sunt AAA, Anti Age și „IN&OUT"